# کوشکک (بلخ)
کوشکک (به لاتین: Kushkak) یک منطقهٔ مسکونی در افغانستان است که در ولایت بلخ واقع شده‌است.